# هوراس هندرسون
هوراس هندرسون (بالإنجليزية: Horace Henderson)‏ هو قائد فرقة ‏ وعازف بيانو أمريكي، ولد في 22 نوفمبر 1904 في كوثبرت في الولايات المتحدة، وتوفي في 29 أغسطس 1988 في دنفر في الولايات المتحدة.

## وصلات خارجية
- هوراس هندرسون على موقع ميوزك برينز (الإنجليزية)
- هوراس هندرسون على موقع أول ميوزيك (الإنجليزية)
- هوراس هندرسون على موقع ديسكوغز (الإنجليزية)